# Кочевая (Астраханская область)
Кочевая— посёлок железнодорожной станции в Ахтубинском районе Астраханской области. Входит в состав муниципального образования «Город Ахтубинск».

## География
Расположен по левобережью Ахтубы (рукав Волги) в северной части области. Уличная сеть отсутствует.
Абсолютная высота — 24 метров выше уровня моря.

### Географическое положение
Расстояние до
районного центра города Ахтубинск: 19 км.
областного центра города Астрахань: 244 км.

### Ближайшие населённые пункты
Ахтубинск — 19 км на запад; Верхний Баскунчак — 21 км на восток.

## Население
| 2002 | 2010 |
| ---- | ---- |
| 35   | ↘13  |

### Национальный и гендерный состав
По данным Всероссийской переписи населения 2010 года проживало 13 человек (6 мужчин, 7 женщин). Согласно результатам переписи 2002 года, в национальной структуре населения казахи составляли 89 % от общей численности в 36 человек.

## Инфраструктура
Обслуживание железной дороги.

## Транспорт
Железная дорога — станция Кочевая.
Подъезд к автодороге регионального значения Волгоград — Астрахань 12Р-001.
Поселковые (сельские) дороги.